# Jonszangunmjo
A Jonszangunmjo (Yeonsangunmyo) (hangul: 연산군묘, handzsa: 燕山君墓) Szöul Tobong-ku (Dobong-gu) kerületében található Csoszon (Joseon)-kori koreai királysír, melybe Jonszangun (Yeonsangun) királyt temették. Mivel a király életében elkövetett tettei miatt nem kapott posztumusz nevet, vagyis egyszerű hercegként temették el, így csak mjo (myo) típusú sír járt neki. Ez a típus hivatalosan nem királysír, így a világörökségnek sem része.

## Története
| Sír neve                                | Elhunytak neve                                                            | Év   |
| --------------------------------------- | ------------------------------------------------------------------------- | ---- |
| Jonszangunmjo (연산군묘, Yeonsangunmyo) | Jonszangun (Yeonsangun) király címétől megfosztott királyné a Sin klánból | 1506 |

Jonszangun (Yeonsangun) Kanghvado (Ganghwado) szigetén halt meg, sírját a felesége (a király rangját vesztettsége miatt királynői címétől megfosztott, Sin klánból származó, utólagosan „hercegné a kocshang (goechang)i Sin klánból” (Kocshanggunbuin (Geochanggunbuin), 거창군부인) néven ismert asszony) kérésére szállították át jelenlegi helyére. A sír közelében temették el lányait és vejeit.